# Lý thuyết sóng mật độ

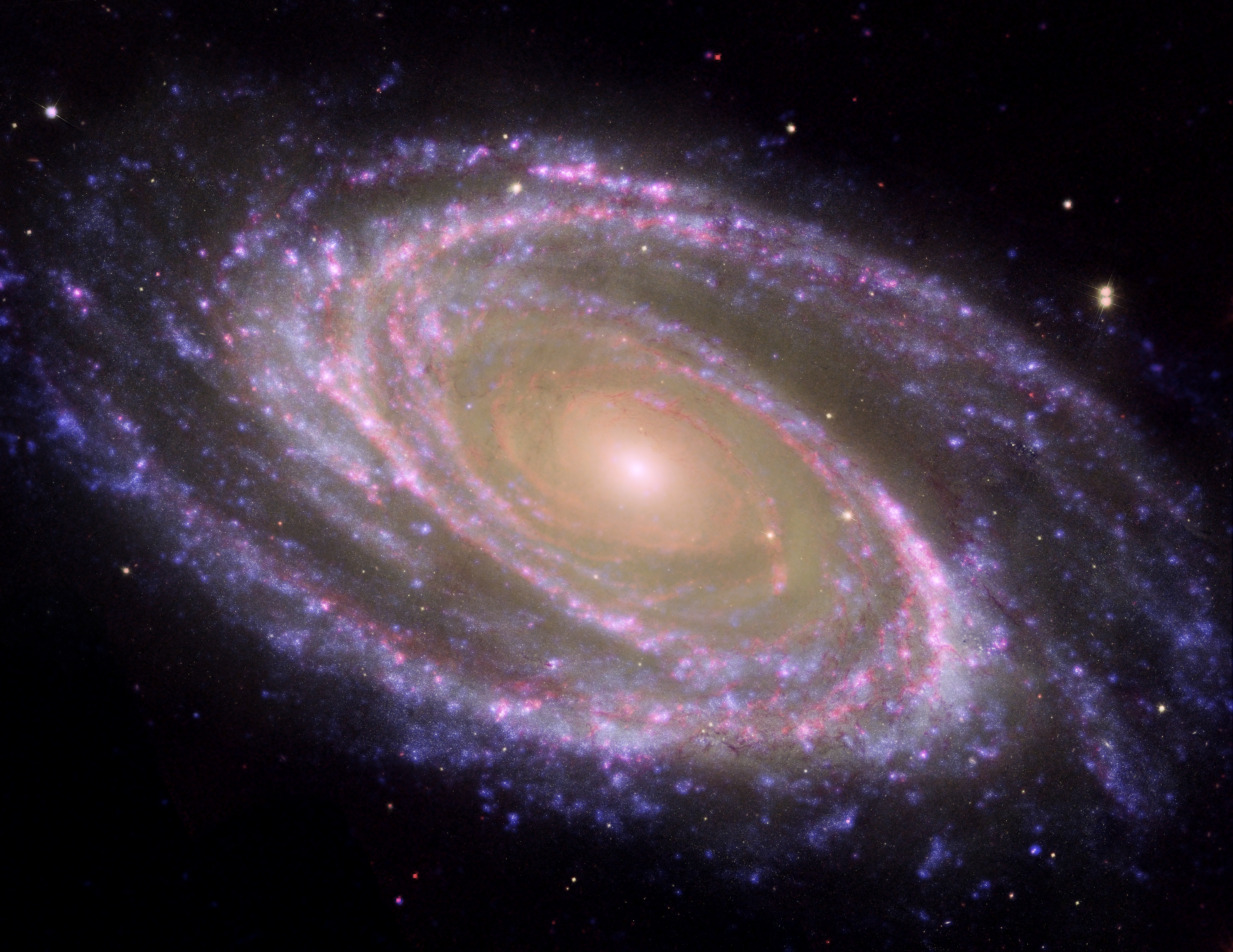
Dữ liệu hình ảnh của thiên hà xoắn ốc M81 kết hợp từ các kính viễn vọng Hubble, Spitzer và GALEX.

Lý thuyết sóng mật độ hay lý thuyết sóng mật độ Lin – Shu là một lý thuyết do hai nhà khoa học CC Lin và Frank Shu đề xuất vào giữa những năm 1960 để giải thích cấu trúc nhánh xoắn ốc bên trong các thiên hà xoắn ốc. Lý thuyết Lin – Shu đưa ra ý tưởng về cấu trúc xoắn ốc chuẩn tĩnh có thể tồn tại lâu dài (giả thuyết QSSS). Theo giả thuyết này, các cấu trúc dạng xoắn ốc (trục xoắn) sẽ quay theo một vận tốc góc cố định, trong khi các ngôi sao trong đĩa thiên hà sẽ quay theo một vận tốc khác, tùy thuộc vào khoảng cách giữa chúng đến tâm thiên hà. Việc sóng mật độ xoắn ốc hiện diện trong các thiên hà có mối quan hệ mật thiết đối với quá trình hình thành sao, vì các chất khí quay quanh thiên hà có thể bị nén lại, tạo thành sóng xung kích theo chu kỳ. Về mặt lý thuyết, việc hình thành các trục xoắn được coi như là một sự bất ổn định của đĩa thiên hà, gây ra bởi lực tự hấp dẫn, trái ngược với các tương tác thủy triều. Công thức toán học của lý thuyết này cũng đã được mở rộng cho các hệ vật lý thiên văn có dạng hình đĩa khác, chẳng hạn như vành đai của Sao Thổ.